# Bruine brulaap
De bruine brulaap (Alouatta guariba) is een breedneusaap uit de familie van de grijpstaartapen (Atelidae). De soort komt voor in het Zuidoosten van Brazilië en in de Argentijnse provincie Misiones. De apensoort leeft voornamelijk in beboste gebieden. De wetenschappelijke naam van de soort werd voor het eerst geldig gepubliceerd door Alexander von Humboldt in 1812.

## Kenmerken
Mannelijke bruine brulapen hebben een gemiddeld gewicht van 6,73 kilo en vrouwelijke exemplaren hebben een gemiddeld gewicht van 4,35 kilo. Ondanks de naam is de bruine brulaap niet per definitie bruin gekleurd. De kleur van de vacht kan variëren van donkerbruin tot roodbruin maar deze kan ook zwart van kleur zijn. Het gezicht van de apensoort is donkerder van kleur terwijl de vacht rond de buikstreek lichter van kleur is. Het is de grootste herbivoor onder de apensoorten levende in de bossen van Zuid-Amerika met een lengte variërend tussen de 56 en 92 centimeter. Het gebrul van deze soort kan een afstand van een tot twee kilometer overbruggen. In het wild wordt de soort onder natuurlijke omstandigheden vijftien tot twintig jaar oud.

## Levenswijze
De bruine brulaap komt voornamelijk voor in tropische regenwouden, maar ook in laaglandgebieden. De soort voedt zich met plantaardig materiaal. Het dieet van de apensoort bestaat onder andere uit fruit, mossen en twijgen. De soort leeft in groepen van meerdere dieren waarbij de groep door één of twee alfa-mannetjes wordt aangestuurd. Meestal bestaat een groep uit vier tot vijf dieren, maar er zijn ook groepen waargenomen bestaande uit elf dieren. Een dergelijke groep bestaat dan uit jongere mannetjes of vrouwtjes en een harem van volwassen vrouwtje van twee tot vijf verschillende individuen. De omvang van het leefgebied varieert van vijf tot vijfenveertig hectare.

## Ecologie
Omdat de bruine brulaap zich voedt met fruit draagt hij bij aan de verspreiding van zaden van onder andere Celtis spinosa en Cordia sellowiana. De soort is ook gastheer voor een aantal zoönosen die veroorzaakt worden door eencellige parasieten, bacteriën en virussen. Deze parasieten behoren voornamelijk tot het geslacht Giardia. Daarnaast kan de bruine brulaap de gastheer zijn voor een aantal wormen waaronder platwormen, rondwormen en spoelwormen. Hij is een prooi voor een aantal katachtigen en vogels.

## Synoniemen
- Alouatta fusca (É. Geoffroy, 1812)

## Ondersoorten
- Alouatta guariba clamitans – (Cabrera, 1940) – Komt voor in het zuidelijke deel van de verspreiding.
- Alouatta guariba guariba – (Humboldt, 1812) – Komt voor in het noordelijke deel van de verspreiding.